# Tipula (Eumicrotipula) moctezumae
Tipula (Eumicrotipula) moctezumae is een tweevleugelige uit de familie langpootmuggen (Tipulidae). De soort komt voor in het Neotropisch gebied.